# Piraquara
Piraquara város Brazíliában, Paraná államban. Lakosainak száma 118 730 fő (2022). Piraquara Quatro Barras, Morretes, Pinhais és São José dos Pinhais községekkel határos.

## Népesség
A település népességének változása:
| Lakosok száma | 72 886 | 93 207 | 114 970 | 116 852 | 118 730 |
|               | 2000   | 2010   | 2020    | 2021    | 2022    |